# 兵庫県鍼灸師会
一般社団法人 兵庫県鍼灸師会(ひょうごけんしんきゅうしかい)は、兵庫県神戸市中央区山本通2に本拠を置き、兵庫県の鍼灸師を会員とする職能団体。日本鍼灸師会と共に鍼灸師の法的身分の向上と、鍼灸の医療としての位置付け、保険運動の推進などを主な活動とする。
日本鍼灸師会と同年の1951年（昭和26年）に社団法人兵庫県鍼灸師会の名称で公益法人として許可を受け、事業活動を開始。2013年（平成25年）4月1日付で「一般社団法人兵庫県鍼灸師会」に移行した。

## 事業
鍼灸術の医学的研究と振興、鍼灸師の資質の向上を図り、県民の福祉の向上の寄与を目的とした鍼灸師の職能団体である。
2001年には、全国で唯一の社団法人を設立母体とする厚生労働省認定の兵庫鍼灸専門学校を開校した。姉妹校として兵庫柔整専門学校（2008年4月開校）を持つ。
また、鍼灸の普及のため、鍼灸で病気が快癒するメカニズムや鍼灸が痛いのではないか、熱いのではないかといった疑問に答えたり、はりやきゅう、小児はりを一般県民に体験してもらう目的の鍼灸展を兵庫県内で開催するなどの活動も行っている。

## 沿革
- 1951年 社団法人兵庫県鍼灸師会として兵庫県より認可を受ける。
- 1974年 東洋医学夏季大学開催。
- 1989年 神戸市垂水区に兵庫県鍼灸師会事務所開設。
- 1995年 阪神・淡路大震災にて事務所が全壊。鍼灸ボランティアを3月31日まで行う[5]。
- 2001年 神戸市中央区に兵庫県鍼灸師会館を落成、および4月1日に兵庫鍼灸専門学院（現・兵庫鍼灸専門学校）開校。
- 2007年 第11代会長に惠美公二郎が就任。惠美は日本小児はり学会初代会長も務める[6]。
- 2013年 一般社団法人へ移行。
- 2015年 第11代会長惠美公二郎が平成27年兵庫県功労者（健康功労）として表彰される[7]。

以上

## 阪神・淡路大震災時
同会は阪神・淡路大震災 時に当時副会長であった佐伯正史（佐伯鍼灸科院長）を中心に鍼灸ボランティアを実施した。当初は被災者よりも避難所管理に当たる自治体職員やライフライン復旧のために全国から駆け付けた救援隊員らに向けたものであった。震災3日目の1月19日からは、会員有志の声を汲み、被災者らへの鍼灸ボランティアが本格化する。当初は避難所での張り紙による告知による通院方式であったが、多くの被災者に対応するために日本鍼灸師会や他府県の鍼灸師会らとともに各避難所を巡回訪問する「巡回方式」に切り替えられ、震災発生2ヶ月半後に当たる3月31日まで続けられた。その間、巡回方式で127避難所、延べ237回の訪問で受療者は巡回方式で6,250人、通院方式で14,253人であった。当時の避難所はプライバシーが十分に保全されておらず、それがかえって鍼灸の効果を多くの被災者へ伝える結果になり、受療者の6, 7割は鍼灸治療は初めてであったが鍼は痛い、灸は熱いといった負の先入観の払拭に役立ったという。これらの経験は、日本鍼灸師会に報告が上げられたほか、南海トラフを想定した和歌山県鍼灸師会の災害ボランティアマニュアル作成時に役立った。
同会では、当時の経験を生かし、スポーツ大会、乳児院の子供、介護従事者など災害以外の分野でのボランティア活動を強化している。

## 兵庫鍼灸専門学校
2001年4月1日開校の兵庫県鍼灸師会運営による鍼灸師の養成学校。開業鍼灸師の専門団体が養成施設を設置するのは全国でも初の試みであった。同会が卒業後の独立開業までを支援することを特徴とし、初年度の第1期生は約70名であった。それまでは兵庫県内の鍼灸師の養成施設は兵庫県立盲学校など公的施設のみであった。同校は阪神・淡路大震災で全壊した会館の再建とともに1995年に設立が計画された。昼間部と夜間部が設けられ、生徒は高校を卒業したものから社会人まで幅広い。当初は「兵庫鍼灸専門学院」として設立後、2004年4月に兵庫県より専修学校の認可を受けて現在は「兵庫鍼灸専門学校」となる。2008年4月には学校法人化される（学校法人 兵庫医療学園）。同法人として兵庫柔整専門学校も持つ。カリキュラムには鍼灸の専門科目のほか、人文、社会科学なども織り込まれ幅広い知識を学べる。現役の鍼灸師との交流会やセミナーなども実施。納税法などの実務面の指導も行い独立するためのノウハウまで指導する。

## 組織
理事は選挙によって13-15名が選ばれ、9つの事業部を持つ。14支部を持ち、それぞれの代表者である支部長が会員の意見をくみ上げ、理事会に反映させることで9つの事業部が具体化し活動を行うシステムとなっている。

### 本部所在地
〒650-0003 兵庫県神戸市中央区山本通2-14-31 兵庫県鍼灸師会館

### 支部所在地
※支部名（担当エリア）
- 伊丹支部（伊丹市、川西市、猪名川町）
- 尼崎支部（尼崎市）
- 宝塚支部（宝塚市、三田市、丹波篠山市）
- 西宮支部（西宮市）
- 芦屋支部（芦屋市）
- 灘支部（神戸市灘区、東灘区）
- 中央区支部（神戸市中央区）
- 兵庫支部（神戸市兵庫区、北区）
- 長田支部（神戸市長田区）
- 須磨支部（神戸市須磨区、垂水区、西区、三木市）
- 東播支部（明石市、加古川市、高砂市、小野市、加西市、西脇市、加東市、稲美町、播磨町、多可町）
- 西播支部（姫路市、たつの市、相生市、赤穂市、上郡町、太子町、市川町、神河町、福崎町、佐用町）
- 但馬支部（豊岡市、丹波市、養父市、朝来市、香美町、新温泉町）
- 淡路支部（洲本市、淡路市、南あわじ市）

以上

### 関連学校
- 兵庫鍼灸専門学校 神戸市中央区山本通2-14-31
- 兵庫柔整専門学校 神戸市中央区下山手通4-2-7